# ساسچا (بازیگر پورنوگرافی)
ساسچا (انگلیسی: Sascha؛ زاده ۲۴ اکتبر ۱۹۷۶) بازیگر و کارگردان پورنوگرافی اهل کشور آلمان است.